# 1976 au Québec
Cet article traite des événements survenus en 1976 au Québec. 

## Événements

### Janvier
- 7 janvier : le coût du projet de la Baie James est maintenant estimé à 15 milliards de dollars[1].
- 22 janvier : le docteur Morgentaler est radié pour un an de la Corporation des médecins du Québec pour avoir pratiqué des avortements illégaux[2].
- 28 janvier : 
  - inauguration de la centrale Manic-3[3].
  - le président du CIO, Lord Killanin, déplore le coût astronomique des Jeux olympiques qui atteint maintenant 1 milliard de dollars[4].

### Février
- 17 février : le Front commun annonce des grèves tournantes dans la fonction publique au cours des prochaines semaines[5].
- 22 février : Joe Clark est élu chef du Parti conservateur du Canada[6].

### Mars
- 5 mars : Pierre Trudeau, à Québec, à l'occasion du congrès du PLC, rencontre Robert Bourassa. Lorsqu'un journaliste lui demande si Ottawa acceptera de lui donner 200 millions de dollars afin d'éponger le déficit des Jeux olympiques, il répond: « Il paraît qu'il mange rien que des hot-dogs, celui-là ». Le soir, devant des délégués du congrès, il déclare qu'il ne peut consentir à Québec ce qu'il a refusé à Vancouver il y a 4 ans. « Le premier ministre Bourassa comprendra-t-il cela en 24 heures? Je lui donne 2 ou 3 jours pour comprendre »[7].
- 16 mars : ouverture de la quatrième session de la 30e législature. Le Discours du Trône annonce des mesures en priorité économique[8].
- 17 mars : les membres du Front commun rejettent à 75 % les dernières offres du gouvernement[9].
- 24 mars : Raymond Garneau annonce des dépenses de 10 milliards de dollars pour 1976-1977[10].

### Avril
- 6 avril : la Cour supérieure énonce que la loi 22 est constitutionnelle, déboutant ainsi la Quebec Association of Protestant School Boards[11].
- 7 avril : adoption d'une loi spéciale interdisant la grève dans l'enseignement pendant 80 jours[12].
- 13 avril : les enseignants défient la loi spéciale en débrayant 24 heures. Une centaine de syndicats sont poursuivis[13].
- 23 avril : nouveau débrayage dans la fonction publique[14].

### Mai
- 11 mai : Raymond Garneau, ministre des Finances, annonce que la dette des Jeux olympiques est évaluée à 1 milliard de dollars. Montréal devra en payer 200 millions de dollars. Le reste sera épongé par une surtaxe sur le tabac estimée annuellement à 90 millions de dollars[15].
- 16 mai : 
  - les contrôleurs aériens du Québec menacent la CATCA (Association canadienne des gens de l'air) d'une scission si elle persiste à réclamer l'unilinguisme anglais dans les communications aériennes[16].
  - Les Canadiens de Montréal battent les Flyers de Philadelphie en 4 matchs et remportent la Coupe Stanley[17].
- 22 mai : Rodrigue Biron est élu chef de l'Union nationale[18].
- 28 mai : la CATCA annonce une suspension provisoire du bilinguisme dans les communications aériennes[19].

### Juin
- 4 juin : Ottawa annonce la création d'une commission chargée d'enquêter sur les possibles dangers du bilinguisme dans les communications aériennes[20].
- 10 juin : le Parti québécois coupe ses liens avec Le Jour car il n'arrive plus à s'entendre avec ses journalistes[21].
- 19 juin : les employés du secteur de la Santé et des Services sociaux acceptent les offres gouvernementales pour la prochaine convention collective[22].
- 22 juin : Jean-Guy Cardinal annonce qu'il se joint au Parti québécois. Il déclare avoir parrainé la loi 63 contre son gré en 1969[23].
- 23 juin : trois cent mille personnes assistent à un spectacle présenté sur le mont Royal, mettant en vedette Gilles Vigneault, Robert Charlebois, Claude Léveillée, Yvon Deschamps et Jean-Pierre Ferland. Le spectacle sera publié sous la forme d'un double album intitulé 1 fois 5. D'autres spectacles sont également présentés sur le même site les jours suivants[24].
- 26 juin : Ottawa annonce un recul de sa politique de bilinguisation dans les communications aériennes si le rapport de la commission est unanime. En désaccord avec cette décision, Jean Marchand démissionne[25].

### Juillet

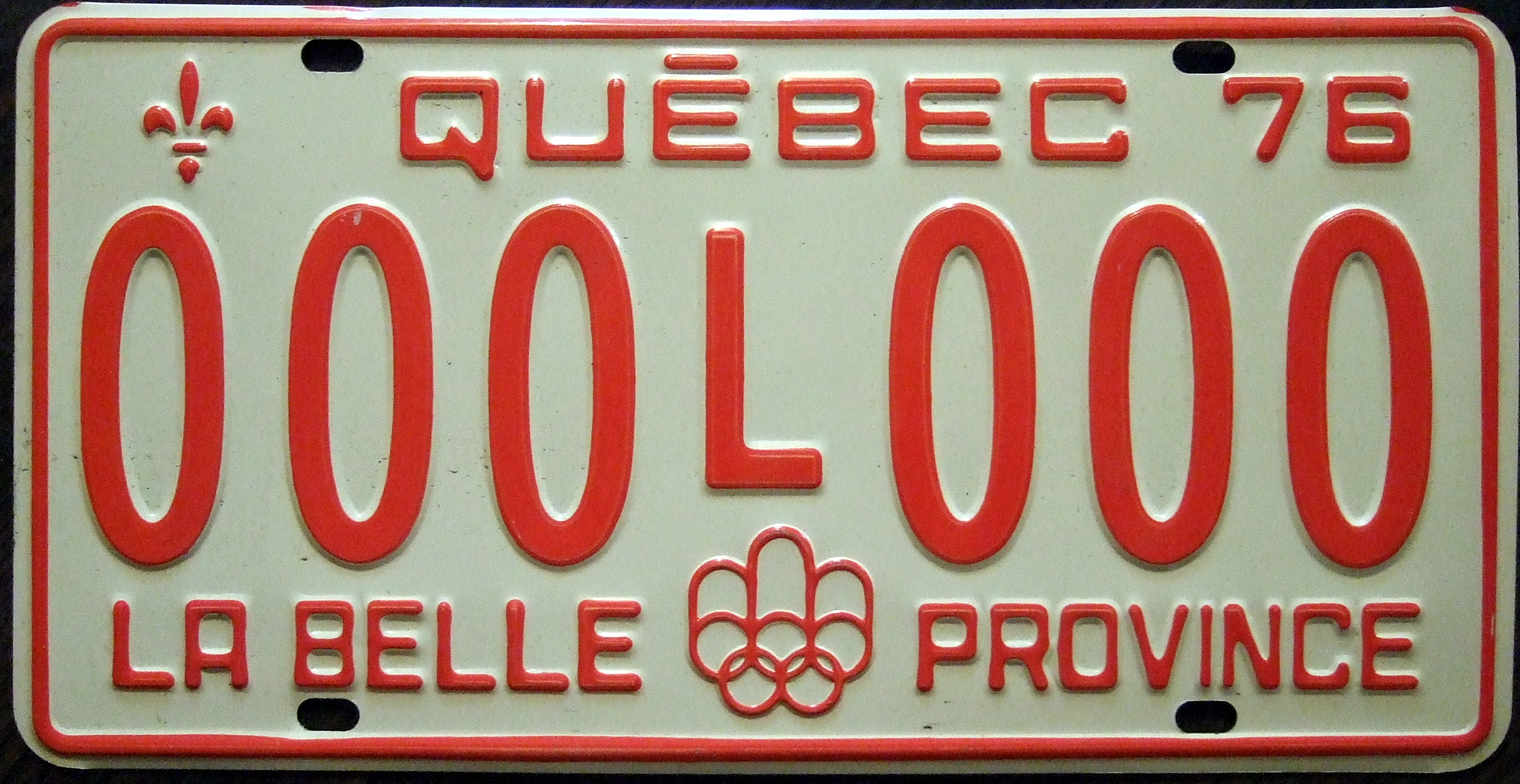
Exemple de plaque d'immatriculation du Québec avec le logo des Jeux olympiques en 1976

- 1er juillet : le salaire minimum au Québec est porté à 2,87 $[26].
- 4 juillet - Norbert Rodrigue succède à Marcel Pepin comme chef de la CSN[27].
- 6 juillet : la commission sur les communications aériennes rend un rapport favorable à la CATCA[28].
- 17 juillet : Élisabeth II préside la cérémonie d'ouverture des Jeux olympiques de Montréal. Ceux-ci, qui durent jusqu'au 2 août, seront boycottés par Taiwan et la plupart des pays d'Afrique. Au point de vue sportif, ils verront le triomphe de Nadia Comăneci, considérée plus tard comme la reine de ces Jeux[29].

### Août
- 15 août : 12 personnes dont 9 touristes français meurent lors d'une excursion en mer en Gaspésie près de l'île Bonaventure[30].
- 18 août : 
  - l'AGAQ (Association des gens de l'air du Québec) amène sa cause devant les tribunaux[31].
  - la Québécoise Marie-Andrée Leclerc est arrêtée en Inde. Elle est accusée de complicité d'assassinat, acte qu'elle aurait commis de concert avec son compagnon de voyage Charles Sobhraj[32].
- 24 août : Le Jour cesse sa publication en raison d'une situation financière irrécupérable et d'un conflit qui perdure entre les journalistes et l'administration[33].
- 31 août : les enseignants du secteur public acceptent finalement les dernières offres gouvernementales qui sont une augmentation de 35 % la première année, de 8 % la deuxième et de 6 % les deux autres[34].

### Septembre
- 8 septembre : Québec octroie 25 000 $ à l'AGAQ pour qu'elle puisse poursuivre sa lutte pour l'implantation du français dans les communications aériennes[35].
- 14 septembre : première de la série télévisée Grand-Papa, écrite par Janette Bertrand et mettant en vedette Jean Lajeunesse[36].
- 18 septembre : le leadership de René Lévesque est contesté par les députés péquistes Claude Charron et Robert Burns[37].
- 26 septembre : les Alouettes de Montréal présentent leur première joute au Stade olympique[38].

### Octobre
- 6 octobre : Raymond Garneau annonce un budget supplémentaire de 225 millions de dollars afin de permettre au gouvernement de payer une partie des augmentations de salaires consenties aux employés[39].
- 18 octobre : Robert Bourassa annonce des élections générales pour le 15 novembre prochain[40].
- 20 octobre : René Lévesque annonce que sa campagne portera sur la notion de « bon gouvernement » plutôt que sur celle de souveraineté-association[41].
- 26 octobre : la FTQ annonce son appui au PQ[42].

### Novembre
- 1er novembre : une grève générale éclate à Hydro-Québec à la suite de l'impasse des négociations. Bourassa parle de « grève politique »[43].
- 2 novembre : Robert Bourassa annonce l'abolition des tests d'aptitude de la loi 22[44].
- 12 novembre : Le Devoir de Claude Ryan appuie le PQ, « abstraction faite de l'indépendance »[45].
- 14 novembre : fin de la grève à Hydro-Québec[46].
- 15 novembre : le Parti québécois remporte l'élection avec 71 députés et 41,4 % des voix. Les libéraux obtiennent 26 députés et 33,8 % des voix, l'UN 11 députés et 18,2 % des voix. Le Ralliement créditiste et le PNP obtiennent chacun un député avec respectivement 4,6 % et 0,9 % des voix. Robert Bourassa perd son comté de Mercier au profit de Gérald Godin. Jean Marchand est vaincu par Claude Morin dans Louis-Hébert. Plusieurs ministres libéraux sont également défaits. Dans Papineau en Outaouais, le péquiste Jean Alfred devient le premier Noir député de l'Assemblée nationale. Au Centre Paul-Sauvé, René Lévesque déclare: « Je n'ai jamais pensé que je pouvais être aussi fier d'être Québécois (…) Nous ne sommes pas un petit peuple. Nous sommes peut-être quelque chose comme un grand peuple »[47].
- 19 novembre : Robert Bourassa annonce sa décision de quitter la direction du PLQ[48].
- 26 novembre : le gouvernement Lévesque est assermenté. Parmi ses ministres, citons Claude Morin, Jacques Parizeau, Camille Laurin, Robert Burns, Pierre Marois, Bernard Landry, Marc-André Bédard, Jean Garon, Lise Payette, Claude Charron, Marcel Léger, Guy Tardif[49].

### Décembre
- 6 décembre : une conférence fédérale-provinciale sur le renouvellement des accords fiscaux se termine sur un échec. 800 millions de dollars séparent les propositions d'Ottawa des demandes des provinces[50].
- 10 décembre : Le ministre de la Justice, Marc-André Bédard, annonce la cessation des poursuites contre Henry Morgentaler, accusé d'avoir pratiqué des avortements illégaux[51].
- 14 au 23 décembre : première session de la 31e législature. Pour la première fois, le discours d'ouverture est lu seulement en français. Il s'agit d'une session d'urgence convoquée pour voter des crédits additionnels et pour régler le problème du financement olympique[49].

## Naissances
- Mathieu Rivest (enseignant et homme politique)
- Michel Boudrias (homme politique)
- Pascale Déry (journaliste et femme politique)
- Shirley Dorismond (infirmière et femme politique)
- 2 janvier - Mahée Paiement (actrice)
- 7 janvier - Éric Gagné (joueur de baseball)
- 28 janvier - François Bellefeuille (humoriste)
- 3 février - Mathieu Dandenault (joueur de hockey)
- 18 février - Danic Champoux (cinéaste) († 18 février 2022)
- 28 février - Guillaume Lemay-Thivierge (acteur)
- 29 février - Sugar Sammy (auteur et humoriste)
- 5 mars - Julie Deslauriers (actrice)
- 1er mai - Manuel Gasse (chanteur)
- 12 mai - Philippe Laprise (humoriste)
- 6 juin - Julie Perreault (actrice)
- 24 juin - Jean-Yves Leroux (joueur de hockey)
- 2 juillet - Dany Bédar (chanteur et compositeur)
- 9 juillet - Jean-François Baril (humoriste et animateur)
- 11 juillet - Rose-Maïté Erkoreka (actrice)
- 19 juillet - Benoit Charette (homme politique)
- 1er septembre - Marilyse Bourke (actrice)
- 2 septembre - Catherine Pogonat (animatrice)
- 13 septembre - José Théodore (joueur de hockey)
- 1er octobre - Denis Gauthier (joueur, entraineur et analyste de hockey)
- 16 octobre - Rachid Badouri (acteur, animateur et humoriste)
- 21 octobre - Mélanie Turgeon (skieuse alpine)
- 28 octobre - Karl Tremblay (chanteur du groupe Les Cowboys Fringants) († 15 octobre 2023)
- 1er novembre - Jean-Simon DesRochers (écrivain)
- 22 novembre - Fred Pellerin (écrivain et chanteur)
- 24 novembre - Christian Laflamme (joueur de hockey)
- 26 novembre - Mathieu Darche (joueur de hockey)
- 7 décembre - Georges Laraque (joueur de hockey et homme politique)
- 17 décembre - Éric Bédard (patineur)
- 18 décembre - Véronic DiCaire (humoriste et imitatrice)
- 19 décembre - Éric Houde (joueur de hockey)
- 28 décembre - Benoît Gratton (joueur de hockey)

## Décès
- 23 janvier - Paul Dupuis (acteur) (º 11 août 1916)
- 8 février - Jacques Bilodeau (acteur) (º 13 juillet 1927)
- 23 février - Vital Cliche (homme politique) (º 10 septembre 1890)
- 3 avril - Claude-Henri Grignon (écrivain) (º 8 juillet 1894)
- 11 avril - Art Alexandre (ancien joueur de hockey) (º 4 mars 1907)
- 24 mai - Denise Pelletier (actrice) (º 22 mai 1923)
- 29 juin - Monique Corriveau (écrivaine) (6 septembre 1927)
- 9 août - Pacifique Plante (avocat et policier) (º 15 juillet 1907)
- 13 septembre - Albert Tessier (prêtre, historien et pionnier du cinéma québécois) (º 6 mars 1895)
- 6 octobre - Bruno Desrochers (personnalité religieuse) (º 17 avril 1910)
- 14 novembre - Jean-Paul Beaulieu (homme politique) (22 janvier 1902)
- 4 décembre - Paul Gouin (homme politique) (º 20 mai 1898)
- 16 décembre - Réal Caouette (homme politique) (º 26 septembre 1917)
- 26 décembre - Louise Carrier (peintre portraitiste) (º 4 août 1925))

### Articles généraux
- Chronologie de l'histoire du Québec (1960 à 1981)
- L'année 1976 dans le monde
- 1976 au Canada

### Articles sur l'année 1976 au Québec
- Jeux olympiques d'été de 1976
- Élection générale québécoise de 1976
- Gouvernement René Lévesque

## Sources et références
1. ↑  « Le coût de la Baie James : $15 milliards$ », Le Devoir,‎ 8 janvier 1976, p. 1
2. ↑  Clément Trudel, La Corporation des médecins radie Morgentaler pour un an, Le Devoir, 23 janvier 1976, p. 3
3. ↑  Bilan du Siècle
4. ↑  « Lord Killanin : Les J. O. deviennent trop onéreux pour une ville », Le Devoir,‎ 29 janvier 1976, p. 1
5. ↑  Louis-Gilles Francoeur, Le Front commun décrète deux semaines de grèves tournantes, Le Devoir, 18 février 1976, p. 2
6. ↑  Louis La Rochelle. En flagrant délit de pouvoir. Boréal. 1982. p. 213
7. ↑  Idem, p. 213
8. ↑  Louis La Rochelle. En flagrant délit de pouvoir. Boréal Express. Montréal. 1982. p. 214
9. ↑  Front commun: à 75%, non aux offres patronales. Oui aux grèves sporadiques, Le Devoir, 18 mars 1976, p. 3
10. ↑  Gilles Lesage, « Les prévisions de dépenses : Malgré un effort d'austérité, une hausse de 18,9 % à Québec », Le Devoir,‎ 25 mars 1976, p. 1
11. ↑  Bilan du Siècle
12. ↑  En flagrant délit de pouvoir, p. 215
13. ↑  Lise Bissonnette, Poursuites contre une centaine de syndicats, Le Devoir, 14 avril 1976, p. 1
14. ↑  Lise Bissonnette, Après le débrayage massif d'hier, Bourassa met en doute la bonne foi des syndicats, Le Devoir, 24 avril 1976, p. 1
15. ↑  Gilles Lesage, Les fumeurs paieront les Jeux, Le Devoir, 12 mai 1976, p. 1
16. ↑  En flagrant délit de pouvoir, p. 216
17. ↑  L'année 1976 sur Grand Québec
18. ↑  Bilan du Siècle
19. ↑  Gel provisoire du bilinguisme air-sol, Le Devoir, 29 mai 1976, p. 1
20. ↑  Paul Bennett, Lang s'en remet à Keenan. Échec des Gens de l'air, Le Devoir, 5 juin 1976, p. 1
21. ↑  Pierre Godin. René Lévesque, tome 2. Boréal. 1997. p. 669
22. ↑  Liser Bissonnette, Dernier accroc: les lock-out, Le Devoir, 19 juin 1976, p. 1
23. ↑  Bernard Morrier, Cardinal s'explique. « C'est à mon corps défendant que j'ai parrainé la loi 63 », Le Devoir, 23 juin 1976, p. 3
24. ↑  Bilan du Siècle
25. ↑  Pierre Godin,. René Lévesque, tome 2. Boréal. 1997, p. 663.
26. ↑  Annuaire du Québec 1979-1980. Bureau de la statistique du Québec. p.
27. ↑  Bilan du Siècle
28. ↑  Gilles Lesage, Le bilinguisme air-sol. Les commissaires jugent le protocole acceptable, Le Devoir, 7 juillet 1976, p. 1
29. ↑  Voir l'article Jeux olympiques d'été de 1976
30. ↑  Bernard Morrier. La tragédie de Percé: une chaloupe et un cadavre. Le Devoir. 19 août 1976. p. 1
31. ↑  Guy Deshaies. L'interdiction du français. Les Gens de l'air portent leur cause devant la Cour. Le Devoir. 19 août 1976. p. 1
32. ↑  Thomas Thompson. La trace du serpent. Mazarine. 1979
33. ↑  René Lévesque tome 2, p. 672
34. ↑  Gérald LeBlanc. Le vote chez les enseignants. Une forte majorité accepte les offres, Le Devoir, 1er septembre 1976, p. 1
35. ↑  Gérald LeBlanc. Québec engage $25 000 dans le combat des Gens de l'air. Le Devoir. 9 septembre 1976. p. 1
36. ↑  Bilan du siècle
37. ↑  René Lévesque tome 2, p. 673
38. ↑  Bilan du Siècle
39. ↑  « Des élections au Québec? Tout le monde en parle, commente le premier ministre ; un budget supplémentaire de $225 millions, annonce Garneau », Le Devoir,‎ 7 octobre 1976, p. 2
40. ↑  Pierre Godin. René Lévesque tome 3. Éditions Boréal. Montréal. 2001. p. 17
41. ↑  Pierre Godin. René Lévesque tome 3. pp. 18-26
42. ↑  Guy Deshaies. La FTQ appuie ouvertement le PQ. Le Devoir. 27 octobre 1976. p. 8
43. ↑  En flagrant délit de pouvoir, p. 227
44. ↑  Bernard Descôteaux. Pour une loi 22 « plus humaine et plus juste ». Bienvenue promet de remplacer les tests. 3 novembre 1976. p. 1
45. ↑  Claude Ryan. Le meilleur choix, abstraction faite de l'indépendance. Le Devoir. 12 novembre 1976. p. 4
46. ↑  Gilles Provost. Le syndicat ordonne le retour au travail à l'Hydro. Le Devoir. 15 novembre 1976. p. 3
47. ↑  Voir l'article Élection générale québécoise de 1976
48. ↑  1976 sur Grand Québec
49. 1 2  « Chronologie parlementaire 1975-1976 » (consulté le 8 mai 2009)
50. ↑  Pierre Godin. René Lévesque tome 3. Boréal. 2001. p. 112
51. ↑  La loi est « inapplicable ». Plus de poursuites contre Morgentaler. Le Devoir. 11 décembre 1976. p. 1